# Camel Island
Camel Island (letterlijk "Kameleneiland") is een eiland van 1,15 km² dat deel uitmaakt van de Canadese provincie Newfoundland en Labrador. Het eiland van ligt vlak voor de kust van het meest noordelijke gedeelte van Newfoundland en maakt deel uit van de gemeente St. Lunaire-Griquet. 

## Geografie
Het zuidelijke gedeelte van het eiland is minder dan 500 meter breed, terwijl het noordelijke gedeelte meer dan een kilometer breed is. In het zuiden wordt het door een uiterst smalle zeestraat (Dark Tickle) van het "vasteland" van Newfoundland gescheiden. De tickle is op zijn smalste punt slechts 15 meter breed en is op dat punt overbrugd.
De westzijde van het eiland wordt door Southwest Bay van Newfoundland gescheiden, een baai die vrijwel nergens meer dan 200 meter breed is. In het noorden ligt Camel Island zo'n 500 meter verwijderd van het vasteland.

### Griquet
De westkust van het zuidelijke gedeelte van Camel Island is bewoond door een 70-tal mensen. Het gaat om de belangrijkste bewoningskern van het dorp Griquet, dat deel uitmaakt van de gemeente St. Lunaire-Griquet. Onder meer de kerk van Griquet staat op Camel Island.